# 仁木満長
仁木 満長（にき みつなが、生没年不詳）は、南北朝時代から室町時代にかけての武将である。仁木義長の子。右馬助、越後守を務めた。室町幕府第3代将軍足利義満より偏諱を受けて満長と名乗った。

## 生涯
伊勢守護・仁木義長の子として生まれる。庶兄には仁木義員（よしかず）がいる。足利氏の末流である仁木氏は、義長の兄・頼章が室町幕府の執事になってから、一時期9ヵ国守護を兼ね、南北朝初期に勢威を張った。
土岐康行の乱の戦後処理で、土岐康行が伊勢国守護職を没収されると、父義長の没落地再給付の慣例にしたがい、義長が以前、伊勢守護を務めていたゆえに、伊勢守護職に任命される。その後、一旦、土岐康行に守護職が移るが、すぐに再任している。
応永3年（1396年）7月、足利義満の寵臣で山城国守護を務める結城満藤（ゆうき みつふじ）の策動により、満長は伊勢守護職を奪われ、僧籍にいた庶兄・土橋某（改め義員）が還俗して守護職に就くことになった。これに不満をもった満長は京都で反乱を起こそうという計画を持つに至った。事態を憂慮した管領斯波義将らの調停により、満長は京都を退去し、伊勢へ下る途中、出家遁世した。満長遁世事件は、諸大名による結城満藤弾劾のきっかけともなった。

## 系譜
子の仁木満将（満持）も義満あるいはその子義持の偏諱を受けている。孫の仁木教将もおなじく義満の子義教の偏諱を受けている。